# Xã St. Ignace, Michigan
Xã St. Ignace (tiếng Anh: St. Ignace Township) là một xã thuộc quận Mackinac, tiểu bang Michigan, Hoa Kỳ. Năm 2010, dân số của xã này là 939 người.